# Mistrzostwa Europy w Short Tracku 2005
9. edycja Mistrzostw Europy w Short Tracku odbyła się w dniach 14–16 stycznia 2005 we włoskim Turynie.

## Klasyfikacja medalowa
Pogrubieniem oznaczono kraj gospodarza mistrzostw (Włochy):
| Lp.    | Kraj     | Złoto | Srebro | Brąz | Razem |
| 1.     | Rosja    | 4     | 1      | 3    | 8     |
| 2.     | Włochy   | 3     | 3      | 4    | 10    |
| 3.     | Niemcy   | 2     | 3      | 3    | 8     |
| 4.     | Bułgaria | 2     | 1      | 1    | 4     |
| 5.     | Belgia   | 1     | 0      | 0    | 1     |
| 6.     | Holandia | 0     | 2      | 0    | 2     |
| 6.     | Francja  | 0     | 2      | 0    | 2     |
| 8.     | Ukraina  | 0     | 0      | 1    | 1     |
| Ogółem | Ogółem   | 12    | 12     | 12   | 36    |

## Medaliści i medalistki

### Mężczyźni
| Konkurencja          | Złoto                                                                 | Czas     | Srebro                                                                         | Czas     | Brąz                                                                                   | Czas     |
| -------------------- | --------------------------------------------------------------------- | -------- | ------------------------------------------------------------------------------ | -------- | -------------------------------------------------------------------------------------- | -------- |
| 500 metrów           | Fabio Carta                                                           | 43.010   | Arian Nachbar                                                                  | 43.103   | Michaił Rażin                                                                          | 45.186   |
| 1000 metrów          | Nicola Franceschina                                                   | 1:33.751 | Cees Juffermans                                                                | 1:33.809 | Arian Nachbar                                                                          | 1:33.892 |
| 1500 metrów          | Arian Nachbar                                                         | 2:22.210 | Fabio Carta                                                                    | 2:22.243 | Nicola Franceschina                                                                    | 2:22.485 |
| 3000 metrów          | Pieter Gysel                                                          | 5:06.515 | Sebastian Praus                                                                | 5:06.583 | Fabio Carta                                                                            | 5:15.640 |
| Wielobój             | Fabio Carta                                                           | 76 pkt.  | Arian Nachbar                                                                  | 73 pkt.  | Nicola Franceschina                                                                    | 55 pkt.  |
| Sztafeta 5000 metrów | Niemcy André Hartwig · Arian Nachbar · Sebastian Praus · Thomas Bauer | 7:07.874 | Holandia Cees Juffermans · Dave Versteeg · Niels Kerstholt · Thomas Mogendorff | 7:13.490 | Ukraina Mychajło Serhejko · Wołodymyr Czerneha · Wołodymyr Hryhoriew · Jewhen Jakowlew | 7:15.877 |

### Kobiety
| Konkurencja          | Złoto                                                                                  | Czas     | Srebro                                                                          | Czas     | Brąz                                                               | Czas     |
| -------------------- | -------------------------------------------------------------------------------------- | -------- | ------------------------------------------------------------------------------- | -------- | ------------------------------------------------------------------ | -------- |
| 500 metrów           | Tatjana Borodulina                                                                     | 45.840   | Marta Capurso                                                                   | 45.885   | Ewgenija Radanowa                                                  | 45.946   |
| 1000 metrów          | Ewgenija Radanowa                                                                      | 1:39.273 | Tatjana Borodulina                                                              | 1:39.332 | Yvonne Kunze                                                       | 1:39.485 |
| 1500 metrów          | Ewgenija Radanowa                                                                      | 2:26.542 | Marta Capurso                                                                   | 2:26.685 | Nina Jewtiejewa                                                    | 2:27.042 |
| 3000 metrów          | Tatjana Borodulina                                                                     | 5:56.036 | Stéphanie Bouvier                                                               | 5:56.080 | Nina Jewtiejewa                                                    | 5:56.115 |
| Wielobój             | Tatjana Borodulina                                                                     | 89 pkt.  | Ewgenija Radanowa                                                               | 89 pkt.  | Marta Capurso                                                      | 52 pkt.  |
| Sztafeta 3000 metrów | Rosja Jelizawieta Iwlijewa · Marina Trietiakowa · Nina Jewtiejewa · Tatjana Borodulina | 4:26.415 | Francja Céline Lecompére · Min-Kyung Choi · Myrtille Gollin · Stéphanie Bouvier | 4:28.293 | Niemcy Aika Klein · Christin Priebst · Tina Grassow · Yvonne Kunze | 4:34.510 |